# あたりとしおのちょー、GENKI
あたりとしおのちょー、GENKI（あたりとしおのちょーげんき）は、ミュージックバードで、2003年10月から2007年3月まで放送されていた番組。放送時間は、毎週日曜日の19:00～20:55（JST）。また、一部のコミュニティ放送局でもネットされていた。通称「あたちょ」「ちょー、GENKI」。

## 概要
あたりとしおをパーソナリティとして、トークを繰り広げていく。また、オープニングと中断後には、ネタが放送される。

## 出演者
- あたりとしお
- 窪田友紀子
- 赤石智

## タイムテーブル
（2006年11月）
- 19:00-19:02 オープニング
- 19:02-19:40 トーク・音楽
- 19:40-19:55 「ユキとサトシの へぇー、あんたんトコそ～なんだ」
- （中断 19:55-20:00 Weekly Recommend）
- 20:00-20:02 ネタ
- 20:02-20:55 リスナーメッセージ・音楽

## コーナー
- ユキとサトシの へぇー、あんたんトコそ～なんだ
各地のご当地情報、ニュース、方言などを紹介。

### 過去のコーナー
- ユキとサトシのいただきます
毎週リスナーから、おかず（テーマ）を募集し、そのテーマに沿ったものを展開し、トークをする。